# Илия Пейков
Илия Николов Пейков е български и италиански художник, живял и работил дълги години в Италия, считан за „пионер на космическата живопис“.

## Биография
Роден е на 1 април 1911 година в София. 3 години по-късно семейството му се премества в Севлиево. По-малък брат е на скулптора Асен Пейков.
През 1943 година заминава за Рим, където брат му има ателие. Създава първите си картини в това ателие. Те са пейзажи. Впоследствие творбите му придобиват вид на „космически“ композиции, заради което неговите критици и ценители го наричат пионер на космическата живопис. Рисува тези картини с пръсти.
Неговите творби са притежание на музеи и частни колекции в Европа, Бразилия, Венецуела, Коста Рика, Палестина, САЩ, Хондурас и Южна Америка. Във Ватикана също има негова картина на космическа тематика, дарена от художника, заради която получава благодарствено писмо от папа Йоан Павел II.
Умира на 7 април 1988 година в Рим. Спътницата в живота му е Йоле Манчини.

## Признание
Удостоен е с български и италиански отличия, сред които са „Кавалер на Италианската република“ и орден „Кирил и Методий“. От 2007 година в Рим има площад, който е наименуван на художника.
През 2008 година посмъртно е обявен за почетен гражданин на Севлиево. Градската художествена галерия в Севлиево носи името „Асен и Илия Пейкови“.